# Zherichinius rapax
Zherichinius rapax är en myrart som beskrevs av Gennady M. Dlussky 1988. Zherichinius rapax ingår i släktet Zherichinius och familjen myror. Inga underarter finns listade i Catalogue of Life.